# Mikołaj z Sołecznik
Mikołaj Dzierżkowicz z Sołecznik (ur. ok. 1420 w Solecznikach na Wileńszczyźnie, zm. 29 września 1467) – duchowny rzymskokatolicki, biskup wileński, proboszcz wileński, kustosz i kanonik krakowski, zwolennik Kazimierza IV Jagiellończyka; chrystianizował Litwę.

## Życiorys
Najprawdopodobniej był Litwinem, chociaż niektórzy historiografowie (np. Jan Długosz, Władysław Semkowicz) uważali, że był Polakiem.
17 października 1453 papież Mikołaj V prekonizował go biskupem wileńskim. Brak informacji, kiedy i od kogo przyjął sakrę biskupią. Urząd biskupa pełnił do śmierci w 29 września 1467. Zmarł po długiej chorobie, która spowodowała u niego paraliż.